# Lepisorus marginatus
Lepisorus marginatus är en stensöteväxtart som beskrevs av Ren-Chang Ching. Lepisorus marginatus ingår i släktet Lepisorus och familjen Polypodiaceae. Inga underarter finns listade.